# Бојс (Вирџинија)
Бојс (енгл. Boyce) град је у америчкој савезној држави Вирџинија. По попису становништва из 2010. у њему је живело 589 становника.

## Демографија
Према попису становништва из 2010. у граду је живело 589 становника, што је 163 (38,3%) становника више него 2000. године.
| Група             | 2000.       | 2010.       |
| Белци             | 368 (86,4%) | 491 (83,4%) |
| Афроамериканци    | 50 (11,7%)  | 37 (6,3%)   |
| Азијати           | 1 (0,2%)    | 7 (1,2%)    |
| Хиспаноамериканци | 0 (0,0%)    | 29 (4,9%)   |
| Укупно            | 426         | 589         |